# Neferites II
Neferites II var den sista egyptiska faraon i tjugonionde dynastin. Han blev farao 380 f.Kr. efter sin far Hakoris men var farao i endast fyra månader.  Han blev förmodligen besegrad och avrättad av Nektanebos I som grundade den trettionde dynastin.